# Instituto de Tecnologia Avançada em Ciências Humanas
O Instituto de Tecnologia Avançada em Ciências Humanas (em inglês Institute for Advanced Technology in the Humanities, IATH) é uma unidade de investigação da Universidade de Virgínia, EUA. O seu objetivo é explorar e desenvolver a tecnologia da informação como ferramenta para académicos de ciências humanas de pesquisa. Para esse fim, a IATH quer proporcionar aos bolsistas de consultoria, suporte técnico, desenvolvimento de aplicativos, em rede e de publicação de instalações. Cultiva parcerias e participar de ciências humanas de iniciativas de computação com bibliotecas, editoras, empresas de tecnologia da informação, entidades académicas, e outros grupos que residem na intersecção de computadores e do património cultural.
Os projetos de pesquisa, ensaios, e a documentação são o produto de uma colaboração entre ciências humanas e ciências da computação corpo docente de pesquisadores, profissionais de informática, estudantes, assistentes e gerentes de projeto, e a biblioteca, professores e funcionários. Em muitos casos, este trabalho é suportado pelo particular ou federal, agências de financiamento. Em todos os casos, é apoiada pelos Companheiros da' casa dos departamentos; a Faculdade ou Escola para que esses serviços pertencem; a  Biblioteca da Universidade da Virgínia; o Vice-Presidente de Pesquisa e de Serviço Público; o Vice-Presidente e o Diretor de Informação; o Reitor; e o Presidente da Universidade da Virgínia.

## História
O Instituto de Tecnologia Avançada em Ciências Humanas foi criado na Universidade da Virgínia, em 1992, com uma grande ajuda da IBM e de um compromisso de longo prazo de apoio da Universidade.
Os fundadores da IATH são da área de computação de humanidades e da administração académica. Início em 1992, um Comitê de Direcção de estudiosos, incluindo Edward Ayers, Alan Batson, Jerome McGann, Kendon, Stubbs e William Wulf gerenciado a IATH. Um comitê de pesquisa encomendado pelo Comité de Direcção realizada a busca por um diretor do Instituto. John Unsworth foi selecionado, e seu mandato iniciou a 1 de setembro, 1993.
A IATH desde que iniciou operações tem gerado mais de us $10,7 milhões em fundos e presentes em espécie. Grande parte deste financiamento tem de vir de agências Federais e fundações privadas, e tem ido para a faculdade de apoio a pesquisa e o ensino em toda a Universidade.